# Natuurpark Montes Obarenes-San Zadornil

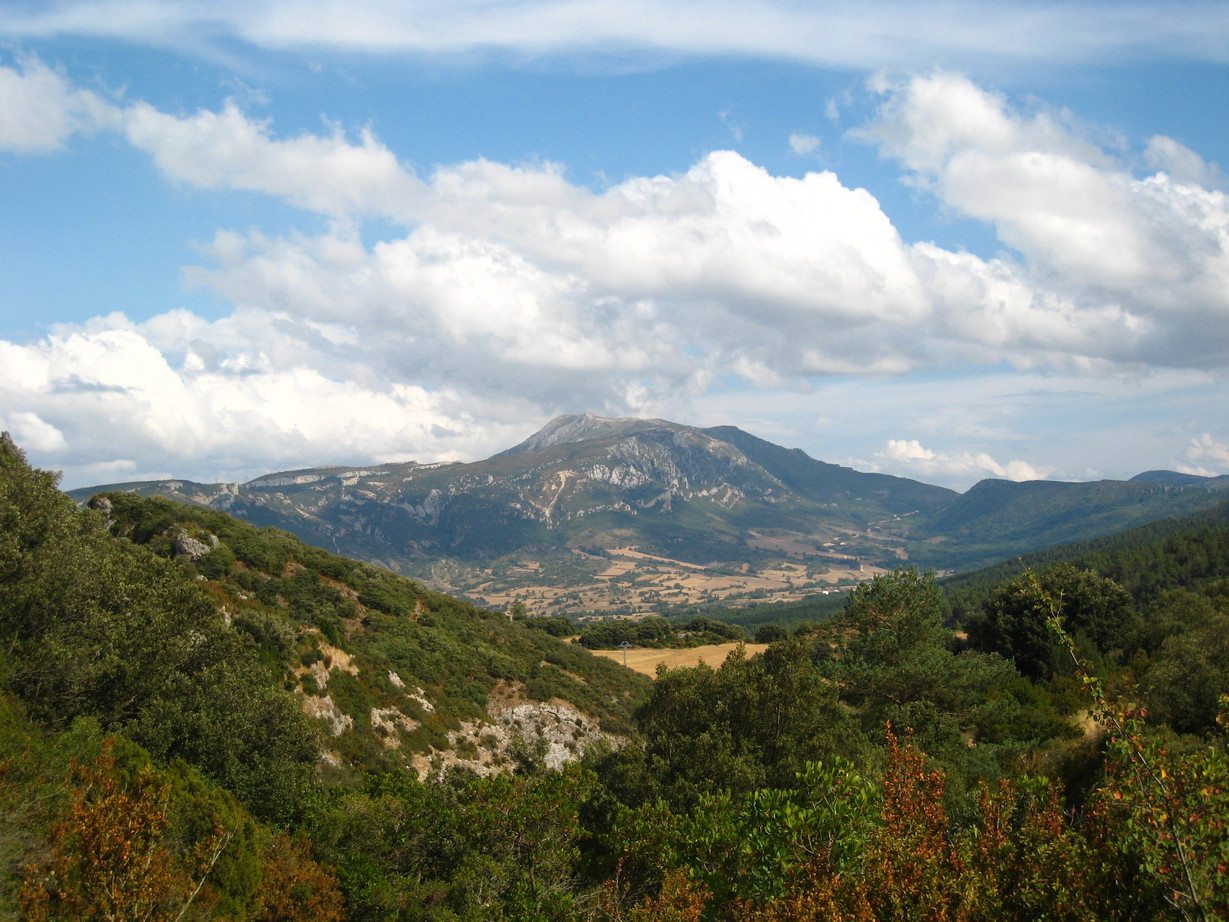

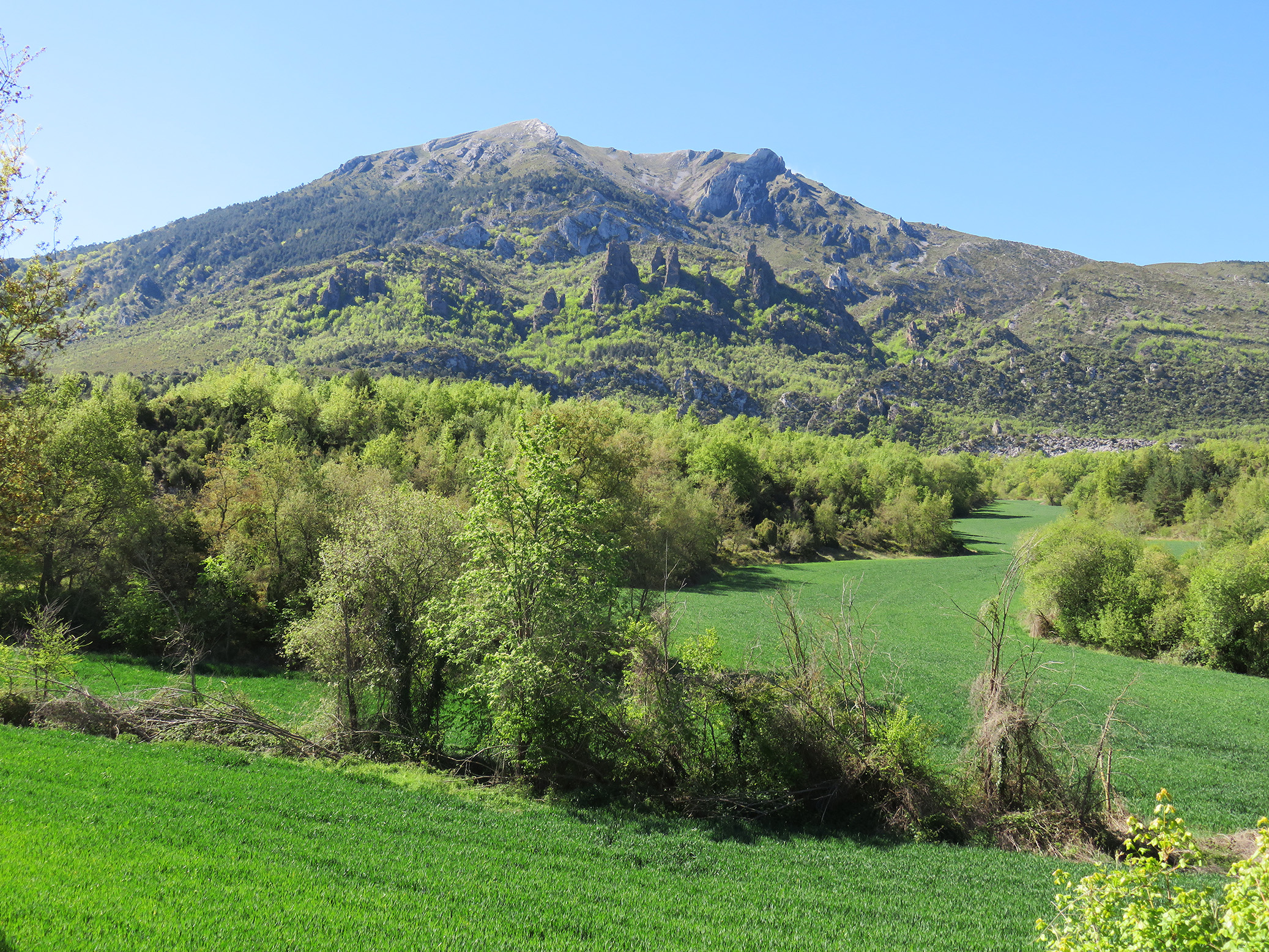

Het Natuurpark Montes Obarenes-San Zadornil (Spaans: Parque natural de los Montes Obarenes-San Zadornil) is een natuurpark in Castilië en León in Spanje. Het natuurpark werd opgericht in 2006 en is 33064 hectare groot. Het natuurpark omvat bergen van de uiterste uitlopers van het Cantabrisch gebergte, eiken- en beukenbossen. In het park komt havikarend, nerts voor.